# Candiota
Candiota là một đô thị thuộc bang Rio Grande do Sul, Brasil. Đô thị này có diện tích 933,843 km², dân số năm 2007 là 8236 người, mật độ 8,82 người/km².